# Miriam Oremans
Miriam Oremans, född den 9 september 1972 i Berlicum, är en nederländsk tennisspelare.
Hon tog OS-silver i damernas dubbelturnering i samband med de olympiska tennisturneringarna 2000 i Sydney.